# Ахеджакова, Юлия Александровна
Юлия Александровна Ахеджакова (1916 — 1990) — советская театральная актриса Майкопского (Адыгейского) драмтеатра, сыгравшая 150 ролей на сцене данного театра. Заслуженная артистка РСФСР.

## Биография
Родилась в 1916 году и до замужества жила в Украинской ССР.
В 1941 году эвакуировалась со своей дочерью Лией Ахеджаковой в Красноярский край, где в то время находился в эвакуации Майкопский театр. Там же Юлия Александровна познакомилась с режиссёром Меджидом Ахеджаковым. Успела сыграть в Майкопском (Адыгейском) драмтеатра 150 ролей, работая там долгое время. Артистка создавала яркую галерею женских образов современного и мирового классического репертуара.
Ушла из жизни в 1990 году. Похоронена на 132 участке Востряковского кладбища Москвы.

## Личная жизнь

### Семья
Муж — Меджид Салехович Ахеджаков.
Дочь — Лия Меджидовна Ахеджакова.

## Издательства
- Октябрем озаренная: Адыгея за 50 лет : сборник. — Красноярское кн. изд. Адыг. отд-ние, 1967. — 244 с.
- Яворовская М., Жизнь без грима (Комсомолец Кубани. 1972. 01 августа.)
- Яворская М., Героини Юлии Ахеджаковой (Советская Культура. 1972. 27 июля.)
- Гафт Г., Верность долгу (Адыгейская правда. 1971. 05 мая.)
- Гарин А., Сто тридцать ролей (Адыгейская правда. 1962. 29 января.)
- Гарин А., Служение искусству (Комсомолец Кубани. 1967. 31 января.)